# کینگ‌ویل (کالیفرنیا)
کینگ‌ویل (به انگلیسی: Kingvale) یک منطقهٔ مسکونی در ایالات متحده آمریکا است که در کالیفرنیا واقع شده‌است. کینگ‌ویل ۲٫۵۱۲ کیلومتر مربع مساحت و ۱۴۳ نفر جمعیت دارد و ۱٬۸۶۴٫۷۹ متر بالاتر از سطح دریا واقع شده‌است.